# 一条兼良
一条 兼良（いちじょう かねよし/かねら）は、室町時代から戦国時代初期にかけての公卿・古典学者。関白左大臣・一条経嗣の六男。官位は従一位・摂政、関白、太政大臣、准三宮。一条家8代当主。桃華叟、三関老人、後成恩寺などと称した。

## 経歴
応永19年（1412年）、病弱であった兄の権大納言・経輔が隠居した後を受け、元服して家督を継ぐ。
応永20年（1413年）、従三位に叙せられて、公卿に列した。
応永25年（1418年）、父の経嗣が没したため、九条流の家長と関白の地位は九条満教に移ったが、家長の職権の1つであった東福寺などの九条流ゆかりの寺院の管理権は権大納言である兼良が継承した（本来は九条家と一条家のうち上位者が継ぐ原則であった）。これは、九条家の家臣が東福寺の領内で殺害された事件を巡って九条家と東福寺が不仲で寺側が九条家の管理に抵抗したため、将軍足利義持がやむなく寺院の管理権は兼良が継ぐように御教書を出したためである。その後、累進して正長2年（1429年）に左大臣に任ぜられるが、実権は従兄弟の二条持基に握られていた。
永享4年（1432年）、兼良は摂政となったが、月余で辞退に追い込まれ、同時に左大臣も辞職を余儀なくされる。その背景には同年に実施された後花園天皇の元服を巡る兼良と二条持基の対立があった。かつて後小松天皇の元服の際に、摂政の二条良基が加冠役・将軍の足利義満（左大臣）が理髪役を務めた。後花園天皇の元服を後小松天皇の先例に倣って実施しようとした際に、二条家の摂政が加冠役・足利将軍が左大臣として理髪役を務めるべきとする主張が出され、兼良は摂政を持基に、左大臣を足利義教に譲ることになったのである。
その後は不遇をかこったが、学者としての名声は高まり、将軍家の歌道などに参与した。
享徳4年（1455年）頃、『日本書紀纂疏』を著す。同年7月、改元に強い意向を発揮して康正の年号に移行させたものの、享徳の乱の最中の関東において受け入れられず、一部で享徳の年号が使用されたままとなった。
応仁元年（1467年）1月、関白に還補したが、同年9月に応仁の乱が勃発し、一条室町の邸宅と書庫「桃花坊文庫」が焼失した。
応仁2年（1468年）8月、奈良興福寺大乗院に子で門跡の尋尊を頼って身を寄せた。奈良でも講書、著作に力を入れ、源氏物語注釈書『花鳥余情』を完成させる。のち斎藤妙椿の招きで美濃国に赴き、文明5年（1473年）には『ふぢ河の記』を執筆している。
文明9年（1477年）、応仁の乱が終息すると、12月に帰京。9代将軍・足利義尚や生母日野富子の庇護をうける。富子の前で『源氏物語』を講じ、『樵談治要』を義尚に贈り、政道の指南にあたると共に公武を問わず好学の人々に学問を教えた。兼良は、当時の人々からは、「日本無双の才人」と評され、兼良自身「菅原道真以上の学者である」と豪語しただけあって、その学問の対象は幅広く、有職故実の研究から、和歌・連歌・能楽などにも詳しかった。また、古典では従来の研究を集大成し、宋学の影響を受け、一種の合理主義的な立場から、神仏儒教の三教一致を説いた。主要著作は70歳を過ぎてからのものであり、その後女児3人をもうけるという精力家であった。
文明13年（1481年）4月2日、薨去。享年80。その死に対して、「五百年来この才学無し」とまで惜しまれた。墓は京都東山東福寺常楽院にある。

## 人物・逸話
- 朱子学などの宋学に深い関心を抱いていた兼良には宋学に関する逸話がいくつかある。後花園天皇より『新続古今和歌集』の真名序の執筆を命じられたときに余りにも「唐様之文藻」が過ぎると批判されて書き直しを命じられたり[6]、禁闕の変で失われた天皇の笏の新調に関して二条持基と兼良が諮問を受けた際に二条持基が松殿基房が書き記した藤原頼長の説を持ち出したのに対して、兼良は『礼記』の一節[7]を引用したり[8]している[9]。
- 一条兼良と二条持基は摂関の地位を巡って争った影響で政治的にも度々対立しており、後花園天皇の実父ではない後小松法皇に対する諒闇の実施問題では兼良は賛成・持基は反対、禁闕の変で討たれた日野有光を獄門に処す問題では兼良は反対・持基は賛成を主張していずれも兼良の主張が通っている（ただし、前者は結論が出ず、最終的には籤によって実施が決定されている）[10]。
- 日本の国内史において、応仁の乱頃の世情を指して、中国の春秋戦国期になぞらえる見方を、著書の『樵談治要』に記したのが兼良である。厳密には、16世紀初頭を「戦国」と表現した資料の初見は関白である近衛尚通の日記『後法成寺尚通公記』永正5年（1508年）4月条の「しかしながら、（古代中国の）戦国の世の時の如し」（室町将軍や細川家督が共に京から逃げた時期）である[11]が、当時代を戦国期と公家達が認識し、応仁の乱後を戦国の世と位置付ける役割を担った一人が兼良といえる。
- 長い間にわたって一条兼良の評価は低いものがあった。特に第二次大戦以前の京都帝国大学を中心とするいわゆる“京都学派”の間では旧来の思考を固守するだけの復古主義者・保守主義者とする評価が与えられてきた[12][13]。また、兼良の学問に対する姿勢についても、他書の引き写しが多く独創と創見に欠くものであるとする批判が見られる[14][15]。こうした考えに対して、前者については戦後『伊勢物語』の注釈研究の分野において兼良を旧来の注釈と一線を画した実証主義者・合理主義者とする評価[16][17]が見出され、また兼良の復古主義・保守主義は朝廷及び公家社会の存続・再興という現実的課題と結びついたもの（実際に四方拝の再興は兼良の尽力によるところが大きかった）であったとする指摘がある[13]。また、後者についても中世の学者が最も重視したのは先学の継承と集成であってそれを前提として今日において正しいと判断された説が「自説」として形成されるという中世独特の学問のあり方の指摘や兼良の著作が原著の本文を摂取しつつも他書の説を採用して記述している部分もあり、原著と全く同一ではない以上、兼良の著作として認められるとする反論も出されている[18][15]。
- 兼良の養生法はかなり専門的で、実践的であった。『尺素往来』に詳しく書かれており、兼良が着目した薬類は、舶来の人参、甘草などの十七種と、国内産の山薬や厚朴、茯苓など十八種で、こうした生薬をもとに牛黄円や麝香丸、蘇合円といった常備薬、救急薬の精製に通じていた[19]。
- 18歳の時、将軍・足利義持から「白馬節会は何故“あおうまのせちえ”と読むのか？」と尋ねられた兼良は、『宇多天皇宸記』を引用して解説したところ、義持から感心されたという[20][15]。
- 将軍・足利義尚に政道や和歌などを教えていた。後年、義尚が結城政胤・尚豊兄弟や大舘尚氏、二階堂政行ら一部側近に幕政を委ねたとき、兼良は義尚の側近重用に危惧を持ち、「近習者をえらばるべき事」と諫めたとされる。

## 官歴
※日付＝旧暦
- 応永19年（1412年）
  - 11月28日：元服、正五位下に叙位、禁色昇殿を許される。
  - 12月24日：右近衛少将に任官。
- 応永20年（1413年）
  - 1月5日：従四位上に昇叙。
  - 1月14日：左近衛中将に転任。
  - 4月16日：従三位に昇叙。
- 応永21年（1414年）
  - 1月5日：正三位に昇叙。
  - 3月16日：権中納言に任官、左近衛中将如元。
- 応永22年（1415年）1月6日：従二位に昇叙。
- 応永23年（1416年）
  - 1月6日：正二位に昇叙。
  - 11月4日：権大納言に任官。
- 応永27年（1420年）
  - 閏1月13日：右近衛大将を兼任。
  - 3月26日：左近衛大将を兼任。
- 応永28年（1421年）7月5日：内大臣に任官。7月8日：左近衛大将如元。
- 応永30年（1423年）8月27日：左近衛大将を辞任。
- 応永31年（1424年）4月20日：右大臣に任官。
- 応永32年（1425年）1月5日：従一位に昇叙。
- 正長2年（1429年）8月4日：左大臣に任官。
- 永享4年（1432年）
  - 8月13日：摂政宣下、一座宣下、内覧宣下、藤原氏長者宣下、左大臣如元。
  - 8月28日：左大臣を辞任。
  - 10月27日：摂政・内覧を辞す、一座・藤原氏長者を去る。
- 文安3年（1446年）1月29日：太政大臣宣下、一座宣下。
- 文安4年（1447年）6月15日：関白宣下、内覧宣下、藤原氏長者宣下、太政大臣・一座如元。
- 宝徳2年（1450年）4月28日：太政大臣を辞任。
- 享徳2年（1453年）
  - 4月28日：関白・内覧を辞す、一座・藤原氏長者を去る。
  - 6月26日：准三宮宣下。
- 応仁元年（1468年）5月10日：関白宣下、内覧宣下、一座宣下、藤原氏長者宣下。
- 文明2年（1470年）7月19日：関白・内覧を辞す、一座・藤原氏長者を去る。
- 文明5年（1473年）6月25日：出家、覺惠を号す。
- 文明13年（1481年）4月2日：薨去、享年80。

## 系譜
- 父：一条経嗣
- 母：東坊城秀長の娘
- 正室：中御門宣俊の娘（1405-1473、小林寺殿）
  - 長男：一条教房（1423-1480）
  - 女子：尊秀 - 八幡一条院尼
  - 男子：教賢（?-1449） - 宝池院権僧正。将軍足利義教の猶子となり｢教｣の字を賜う。
  - 男子：尋尊（1430-1508） - 大僧正法務興福寺別当
  - 男子：厳宝（?-1481）- 大僧正法務東大寺別当准后
  - 女子：秀高
  - 男子：良鎮（?-1516） - 大僧正北野別当。祖父・一条経嗣の養子。
  - 男子：桓澄（1442-1471）- 権僧正
  - 男子：慈養
  - 女子：了高
- 妻：家女房
  - 女子：光智
  - 男子：恵助（1450-1477）
- 妻：源康俊の娘（大納言局）
  - 女子：秀賢（1453-?）
  - 女子：一条経子 - 鷹司政平（鷹司家、関白・太政大臣）室
  - 女子：尊好（1458-?）
  - 女子：宗方
- 妻：町顕郷の娘（1443?-1490、権中納言局、三条局、南御方）
  - 二十三男：一条冬良（1464-1514）
  - 男子：政尊（1465-1481）- 大僧都。将軍足利義政より｢政｣の字を賜う。
  - 女子：南御所（1476-?） - 将軍足利義政夫人日野富子の猶子、宝鏡寺本光院尼
- 生母不明の子女
  - 女子：高千穂有俊室（?-1455）

斎藤義龍の妻には「一条氏」の女性がおり、彼女は『孤岫語録』によると一条兼良の末裔とされている。兼良が応仁の乱の際に美濃国に下向した時にもうけた子の末裔と考えられる。

## 著書
- 『公事根源』
- 『樵談治要』
- 『桃華蘂葉』
- 『日本書紀纂疏』
- 『伊勢物語愚見抄』
- 『尺素往来』
- 『花鳥余情』（源氏物語の注釈書）
- 『源語秘訣』（花鳥余情の秘伝書）
- 『源氏和秘抄』
- 『源氏物語之内不審条々』
- 『口伝抄』（源氏物語の注釈書）
- 『源氏物語年立』
- 『世諺問答』
- 『梁塵愚案抄』（神楽歌と催馬楽の注釈書）
- 『藤川の記』
- 『玉英記抄』

- 『鴉鷺合戦物語』の作者とする説がある。

## 関連文献
- 永島福太郎『一条兼良』（人物叢書)吉川弘文館　1959年
  - （新装版）1988　ISBN 9784642051415
  - （オンデマンド版） 2021 ISBN 9784642751414